# Perská kočka
Perská kočka je významné plemeno kočky domácí.
Perské kočky jsou pro některé obrazem ušlechtilého a čistokrevného zvířete, pro druhé ztělesňují zlý sen,[zdroj?] zejména kvůli náročné péči o jejich srst. Jisté je, že perské kočky vyvolávají větší množství protichůdných názorů než jiná plemena, ale přesto se jim podařilo prorazit a stát se jedním z nejvíce chovaných plemen.

## Historie
Perská kočka patří mezi nejstarší čistokrevná plemena koček vůbec. Do Evropy se rozšířila, podle některých pramenů v roce 1626 a dle jiných již roku 1520, patrně z Íránu, Arménie, Turecka či Iráku, avšak za její vlast je obecně považována Anglie. Tyto kočky, které dovezl Nicolas Claude Fabri de Peiresac, byly ale spíše podobné turecké angoře než typické peršance. Současně přivezl Pietro de la Valle další kočky s kulatějšími hlavami a mnohem hustší srstí z Persie. A začalo docházet ke křížení obou plemen, jelikož obě měla dlouhou srst a velmi se k sobě hodila. Peršanka se rychle stala symbolem postavení, moci a bohatství, takže není divu, že si brzo našla cestu na evropské dvory a sídla tehdejší šlechty. Perská kočka s krátkou srstí se nazývá exotická kočka. Je ve všech barevných varietách jako kočka perská. Ve FIFe se tato dvě plemena tj. perská a exotická smí křížit mezi sebou, zatímco jiné světové organizace chovatelů koček (CFA) toto přísně odmítají. Ve vrhu perské a exotické kočky nebo ve vrhu dvou exotických koček se mohou objevit obě dvě plemena. Z chovného páru pouze perských koček se mohou narodit jen perská koťata.
Cílené šlechtění počalo teprve kolem roku 1870 a ze začátku bylo jeho snahou jen uchovat roztomilý panenkovský obličej perské kočky, časem se stalo hlavním cílem vyvíjení nových barevných typů, takže v současnosti můžeme obdivovat více než 60 různých zbarvení peršanek. Na první britské výstavě koček roku 1871 bylo vystaveno velké množství těchto koček a krátce poté byly zveřejněny první standardy plemene. Záhy překročily perské kočky Atlantský oceán a dorazily do USA, kde byly roku 1903 vytvořeny americké standardy pro toto plemeno. Ty se od evropských lehce liší. V Evropě dávají chovatelé přednost méně zavalitému typu, zatímco američtí milovníci koček usilují o kompaktnější stavbu a snaží se docílit bohatší srsti. Američané vyšlechtili kočku s extrémně krátkým nosem – tzv. moderní typ. Posuzovatelé – rozhodčí na výstavě velmi pečlivě hodnotí také zdravotní stav kočky, zejména kontrolují jestli nemá kočka příliš úzké nosní dírky a celkově jestli dobře dýchá, bez námahy a chrčení. V Česku se prvně objevily tyto kočky moderního typu až po Sametové revoluci roku 1989, když se výstavy otevřely západním chovatelům. Do té doby v Česku převládaly kočky s nosy podobnými domácím kočkám.

## Plemenný standard
Na výstavě koček se udělují body za celkový vzhled, hlavu, stavbu těla, barvu očí, barvu a kvalitu srsti a kondici. Ideální zvíře tak může dostat max. 100 bodů. 
Mají velkou a kulatou hlavu, která sedí na krátké a silné šíji. Malé a kulaté uši jsou nasazeny nízko na hlavě. Oči jsou velké a kulaté, jejich barva musí ladit s barvou srsti. Profil má mít „stop“, což je krátké. hluboké prohnutí linie mezi čelem a nosem. Dále má mít plné tváře, široké a silné čelisti s dobře vyvinutou bradou. 
Tělo je velké s krátkými a silnými končetinami. Tlapky jsou velké a kulaté. 
Ocas je krátký a hustě osrstěný. 
Srst je dlouhá, hustá, hedvábná a měkká. Je nadýchaná, plná lesku a kolem krku tvoří límec.

## Barvy srsti

### Plné barvy
- Bílá je jedním z nejstarších zbarvení. Koťata se často rodí s jemnou barevnou skvrnou na hlavě, která v dospělosti zmizí. Bílé kotě musí mít alespoň jednoho z rodičů bílého.
- Černá patří také mezi základní barvy, které se vyskytovaly již u prvních perských koček na počátku chovu. Velmi žádoucí je stejnoměrné probarvení srsti od kořínků po konečky.
- V červené barvě je téměř nemožné dosáhnout jednotného odstínu bez žíhání. Je to způsobeno specifickými vlastnostmi genu, který způsobuje červené zbarvení.
- V želvovinovém zbarvení se prakticky vyskytují pouze kočky – samice. Jde o stejnoměrné promísení černých a červených chlupů.

### Ředěné barvy
vznikají působením ředícího genu.
- Působením takzvaného modrého ředění vznikne z černé modrá, z červené krémová.
- Čokoládové ředění dává vzniknout čokoládové z černé.
- Kombinací modrého a čokoládového ředění vznikne zbarvení lilové.
- Také v ředěných barvách se mohou vyskytovat želvovinově zbarvené kočky, mluvíme pak o modře želvovinové (modrokrémové), čokoládově želvovinové nebo lilově želvovinové.

Rodičovskému páru v plných barvách se mohou narodit koťata v plných barvách i v barvách ředěných, protože vloha pro ředění se dědí skrytě.

Pokud jsou oba rodiče zbarveni ředěnou barvou, jejich potomci se rodí také pouze v ředěných barvách.

### Celkové zbarvení
- Jednobarevné
- Strakaté – dvoubarevné nebo, v případě želvovinových, trojbarevné (bikoloři, harlekýni a van)
- S kresbou (tabby) – mramorované, tygrované, tečkované
- S odznaky
- Kouřové
- Cameo (červené či krémové kouřové)
- S tipingem – činčily či stínované – jde geneticky o kresbu, která je „vytlačena“ až na špičku chlupu, přičemž působením inhibitoru je změněná základní podkladová barva z teple pískové na stříbřitou. Obdobou jsou kočky zlaté, u kterých zůstalo původní zbarvení podkladové barvy zachováno.

### Barva očí
musí být jednotná, probarvená se stejnou intenzitou a bez zeleného kroužku okolo panenky. 
Nejrozšířenější je oranžová barva očí, kočky s tipingem jsou zelenooké. Modrá barva očí se váže buď s odznaky nebo s bílou barvou či se zbarvením van – jde o strakatou kočku, u níž převládá bílá barva, barevná je jen hlava a ocas. Velmi zřídka se objeví různooká kočka – odd eyed – jedno oko má modré a druhé oranžové.

## Péče
Kromě milého „dětského“ výrazu zaujme perská kočka především svou bohatou srstí. Dlouhá léta byla péče o tuto srst strašákem pro případné zájemce o perské koťátko. V dnešní době, kdy je mnoho možností získat speciální kvalitní kosmetické přípravky, není péče o srst perské kočky o nic náročnější než péče o srst kočky jiného plemene nebo o srst psí. Pokud je srst udržována v čistotě, necuchá se a neplstnatí. Místo každodenního česání zaprášené srsti je vhodnější kočku občas vykoupat v kvalitním kočičím šamponu a kondicionéru a při sušení dobře rozčesat. Na tuto péči by mělo být koťátko naučené již od chovatele před odchodem do nového domova.